# Tytus, Romek i A’Tomek księga XII
Tytus, Romek i A’Tomek księga XII – dwunasty kolejny komiks z serii Tytus, Romek i A’Tomek o przygodach trzech przyjaciół Tytusa, Romka i A’Tomka.
Autorem scenariusza i rysunków jest Henryk Jerzy Chmielewski. Album ten ukazał się po raz pierwszy w roku 1977 nakładem Młodzieżowej Agencji Wydawniczej. Potocznie księga ta ma opis – Operacja Bieszczady 40.

## Analiza
Księga nawiązuje do faktycznej akcji harcerskiej, jaka miała miejsce w Bieszczadach, polegającej na zagospodarowaniu i ożywieniu kulturalnego tych gór przy pomocy zastępów harcerskich, miało to miejsce w latach siedemdziesiątych XX wieku. Koniec tej operacji planowano na czterdziestolecie PRL-u.
Grzegorzewski w swojej analizie serii napisał, że "dialogi są cięte, dowcipne i ciekawe" i zawiera "sceny świadczące o dalszej ewolucji charakterów głównych bohaterów", aczkolwiek sam tom opisał też jako "banalny".

## Fabuła komiksu
Tytus, Romek i A’Tomek przystępują do Operacji Bieszczady 40. W tym celu udają się Bąkolotem w Bieszczady. Tam odkrywają dwa źródła wody: jedno, po którym pijącemu z niego robi się wesoło, a drugie smutno. Romek i A’Tomek zawożą próbki wód do badania profesorowi T.Alentowi, a Tytus tymczasem rozpoczyna sprzedaż wody, po której robi się wesoło. Później Tytus trafia do gawry, gdzie zamieszkują trzy niedźwiedzie, po jakimś czasie wpada w zastawioną pułapkę i zostaje sprzedany przez handlarzy zwierzętami do fotografa. Z opresji uwalniają go Romek i A’Tomek. Powróciwszy w Bieszczady chłopcy spotykają Yeti. Następni przyjaciele przystępują do wykonania kolejnych zadań urządzenia polowej stacji obsługi pojazdów, wybudowania ścieżki zdrowia oraz wytyczenia szlaków turystycznych. Szlak wytyczony przez Tytusa cieszy się największą popularnością, dzięki temu zostaje on dowódcą patrolu straży ochrony przyrody. Zaprowadza on takie porządki, że wszystkie zwierzęta z bliska i daleka przenoszą się do rezerwatu. Chłopcy odlatują Bąkolotem, aby polepszyć warunki życia zwierząt w innych częściach kraju.

## Wydania
- wydanie I 1977 – Młodzieżowa Agencja Wydawnicza, nakład: 100 000 egzemplarzy[1]
- wydanie II 1989 – Młodzieżowa Agencja Wydawnicza, nakład: 300 000 egzemplarzy[5]
- wydanie III (wydanie zbiorowe jako Złota księga przygód II) 2002 – Prószyński i S-ka, nakład: 15 000 egzemplarzy[6]
- wydanie IV 2009 – Prószyński Media[7]